# Avelinija
Avelinija (lat. Avellinia), maleni biljni rod iz porodice pravih trava (Poaceae). Najznačajnija među njima je mihelijeva avelinija (A. festucoides), terofit rasprostranjen po cijelom Mediteranu u južnoj Europi, sjevernoj Africi i Turskoj. U Hrvatskoj raste u Dalmaciji.
Druga vrsta je hemikriptofit, A. longiaristata, endem s otoka Menorca u Balearima.

## Vrste
1. Avellinia festucoides (Link) Valdés & H.Scholz
2. Avellinia longiaristata (Font Quer) Romero Zarco & L.Sáez